# Kvissle naturreservat
Kvissle naturreservat är ett naturreservat i Falköpings kommun i Västra Götalands län.
Naturreservatet bildades 2023 och omfattar 28 hektar. Det ligger utmed en sträcka av Lidan och består av vatten, strandskogar bestående av äldre och relativt opåverkade alsump- och ädellövskogar.